# Мегрельська Вікіпедія
Мегрельська Вікіпедія (мегр. მარგალური ვიკიპედია) — розділ Вікіпедії мегрельською мовою. Створена у 2011 році. Мегрельська Вікіпедія станом на 26 березня 2025 року містить 21 755 статей, 21 092 зареєстрованих користувачів, 25 активних дописувачів, 4 адміністраторів
. Загальна кількість сторінок в мегрельській Вікіпедії — 40 723, редагувань — 237 349, мультимедійні файли відсутні
. Глибина (рівень розвитку мовного розділу) мегрельської Вікіпедії дуже мала і становить лише 4.4 пунктів
. 

## Історія
- Квітень 2015 — створена 5 000-на стаття.[2]